# 26 nivôse
26 frimaire 26 pluviôse
Le sextidi 26 nivôse, officiellement dénommé jour de l'étain, est le 116e jour de l'année du calendrier républicain.
C'était généralement le 15e jour du mois de janvier dans le calendrier grégorien.